# Memorial Esperança Garcia
O Memorial Esperança Garcia (antigo Memorial Zumbi dos Palmares) é um espaço cultural inaugurado em julho de 2007 em Teresina, Piauí.
Localizado na Avenida Miguel Rosa, é administrado pela Secretaria Estadual de Cultura. Com o nome de Zumbi dos Palmares, passou por uma reforma e foi reaberto em 2017 já com o nome de Esperança Garcia, o que gerou indignação entre representantes de movimentos pela preservação da memória da luta contra a escravidão.